# Mirko Palazzi
Mirko Palazzi (Rimini, 21 marzo 1987) è un calciatore italiano naturalizzato sammarinese, difensore del Cosmos e della nazionale sammarinese.

## Carriera

### Club
È cresciuto calcisticamente nel Rimini e successivamente ha giocato in prestito in varie società minori italiane e, nel 2009-2010, nella sammarinese Tre Penne.
Il 15 luglio 2010 ha debuttato nelle competizioni europee nella partita Tre Penne-Zrinjski; nella gara di ritorno, terminata 2-9, ha messo a segno una doppietta.
Rientrato il 26 agosto 2010 al Rimini, vi ha disputato tre campionati, il primo in Serie D e gli altri due in Lega Pro Seconda Divisione.
Il 21 agosto 2013 ha firmato un contratto con il Cosenza Calcio, ripescato nel campionato di Lega Pro Seconda Divisione.
Il 29 settembre 2014 si è legato al San Marino Calcio, formazione all'epoca militante in Lega Pro. Nel 2015-2016 ha iniziato al Tre Penne, poi ha giocato in Serie D con il Gualdo Casacastalda, e sul finale di stagione ha conquistato il titolo nazionale sammarinese sempre con il Tre Penne, con cui ha giocato anche l'anno successivo.
Nell'estate del 2017 viene tesserato dalla formazione dell'Ilario Lorenzini Barbara, squadra neopromossa in Eccellenza Marche, continuando comunque a giocare anche nel Tre Penne nel campionato sammarinese con la formula del doppio tesseramento. L'anno seguente, terminato il doppio tesseramento, è tornato a vestire solo la maglia del Tre Penne.

### Nazionale
Ha esordito con la nazionale di calcio di San Marino l'8 ottobre 2005, entrando al 71' al posto di Federico Crescentini, nella partita contro la Bosnia ed Erzegovina valida per le Qualificazioni al campionato mondiale di calcio 2006. L'esordio da titolare è arrivato l'anno dopo, nel corso dell'amichevole contro l'Albania. Dal 2006 al 2012 non ha potuto giocare in nazionale in quanto, pur essendo nato sammarinese, si trovava senza passaporto biancazzurro per questioni burocratiche. È diventato sammarinese a tutti gli effetti il 18 giugno 2012 e il 25 giugno è stato convocato dal CT Giampaolo Mazza per la partita amichevole contro Malta. Segna il suo primo gol in nazionale il 4 Settembre 2017 contro l'Azerbaigian a Baku.

## Statistiche

### Presenze e reti nei club
Statistiche aggiornate all'11 novembre 2022.
| Stagione         | Squadra              | Campionato       | Campionato | Campionato | Coppe nazionali | Coppe nazionali | Coppe nazionali | Coppe continentali | Coppe continentali | Coppe continentali | Altre coppe | Altre coppe | Altre coppe | Totale | Totale |
| Stagione         | Squadra              | Comp             | Pres       | Reti       | Comp            | Pres            | Reti            | Comp               | Pres               | Reti               | Comp        | Pres        | Reti        | Pres   | Reti   |
| ---------------- | -------------------- | ---------------- | ---------- | ---------- | --------------- | --------------- | --------------- | ------------------ | ------------------ | ------------------ | ----------- | ----------- | ----------- | ------ | ------ |
| 2006-gen. 2007   | Castelnuovo          | C2               | 1          | 0          | CI-C            | 0               | 0               | -                  | -                  | -                  | -           | -           | -           | 1      | 0      |
| gen.-giu. 2007   | Bellaria Igea Marina | C2               | 0          | 0          | CI-C            | -               | -               | -                  | -                  | -                  | -           | -           | -           | 0      | 0      |
| 2007-2008        | Verucchio            | D                | 24+2       | 0          | CI-D            | 0               | 0               | -                  | -                  | -                  | -           | -           | -           | 26     | 0      |
| 2008-2009        | Verucchio            | D                | 20         | 1          | CI-D            | 0               | 0               | -                  | -                  | -                  | -           | -           | -           | 20     | 1      |
| Totale Verucchio | Totale Verucchio     | Totale Verucchio | 44+2       | 1          |                 | 0               | 0               |                    | -                  | -                  |             | -           | -           | 46     | 1      |
| 2009-2010        | Tre Penne            | CS               | 18+3       | 11+1       | CT              | 9               | 6               | -                  | -                  | -                  | -           | -           | -           | 30     | 18     |
| ago. 2010        | Tre Penne            | CS               | 0          | 0          | CT              | 0               | 0               | UEL                | 2                  | 2                  | SM          | 0           | 0           | 2      | 2      |
| ago. 2010-2011   | Rimini               | D                | 28+7       | 1          | CI-D            | 0               | 0               | -                  | -                  | -                  | -           | -           | -           | 35     | 1      |
| ago. 2011        | Tre Penne            | CS               | 0          | 0          | CT              | 0               | 0               | UEL                | 1                  | 0                  | SM          | 0           | 0           | 1      | 0      |
| ago. 2011-2012   | Rimini               | 2D               | 27         | 3          | CI-LP           | -               | -               | -                  | -                  | -                  | -           | -           | -           | 27     | 3      |
| 2012-2013        | Rimini               | 2D               | 21+4       | 0+1        | CI-LP           | 1               | 0               | -                  | -                  | -                  | -           | -           | -           | 26     | 1      |
| Totale Rimini    | Totale Rimini        | Totale Rimini    | 76+11      | 4+1        |                 | 1               | 0               |                    | -                  | -                  |             | -           | -           | 88     | 5      |
| 2013-2014        | Cosenza              | 2D               | 21         | 0          | CI-LP           | 1               | 0               | -                  | -                  | -                  | -           | -           | -           | 22     | 0      |
| set. 2014        | Tre Penne            | CS               | 2          | 1          | CT              | 2               | 1               | -                  | -                  | -                  | -           | -           | -           | 4      | 2      |
| set. 2014-2015   | San Marino           | LP               | 8          | 0          | CI-LP           | -               | -               | -                  | -                  | -                  | -           | -           | -           | 8      | 0      |
| 2015-2016        | Gualdo Casacastalda  | D                | 24         | 2          | CI-D            | 0               | 0               | -                  | -                  | -                  | -           | -           | -           | 24     | 2      |
| 2015-2016        | Tre Penne            | CS               | 7+3        | 0+1        | CT              | 4               | 1               | -                  | -                  | -                  | -           | -           | -           | 14     | 2      |
| 2016-2017        | Tre Penne            | CS               | 20+6       | 4          | CT              | 9               | 3               | UCL                | 2                  | 0                  | SM          | 1           | 0           | 38     | 7      |
| 2017-2018        | Tre Penne            | CS               | 2+3        | 0          | CT              | 0               | 0               | UEL                | 2                  | 0                  | SM          | 1           | 0           | 8      | 0      |
| 2018-2019        | Tre Penne            | CS               | 19+4       | 6          | CT              | 5               | 1               | -                  | -                  | -                  | SM          | 1           | 0           | 29     | 7      |
| 2019-2020        | Tre Penne            | CS               | 4          | 0          | CT              | 0               | 0               | UCL+UEL            | 1+2                | 0                  | -           | -           | -           | 7      | 0      |
| 2020-2021        | Cattolica            | D                | 21         | 0          | -               | -               | -               | -                  | -                  | -                  | -           | -           | -           | 21     | 0      |
| ago. 2021        | Tre Penne            | CS               | 0          | 0          | CT              | 0               | 0               | UECL               | 2                  | 0                  | -           | -           | -           | 2      | 0      |
| Totale Tre Penne | Totale Tre Penne     | Totale Tre Penne | 72+19      | 22+2       |                 | 29              | 12              |                    | 12                 | 2                  |             | 3           | 0           | 135    | 38     |
| ago. 2021-2022   | Cattolica            | D                | 17         | 0          | CI-D            | 0               | 0               | -                  | -                  | -                  | -           | -           | -           | 17     | 0      |
| Totale Cattolica | Totale Cattolica     | Totale Cattolica | 38         | 0          |                 | 0               | 0               |                    | -                  | -                  |             | -           | -           | 38     | 0      |
| 2022-2023        | Cosmos               | CS               | 8          | 0          | CT              | 2               | 0               | -                  | -                  | -                  | -           | -           | -           | 10     | 0      |
| Totale carriera  | Totale carriera      | Totale carriera  | 324        | 32         |                 | 33              | 12              |                    | 12                 | 2                  |             | 3           | 0           | 372    | 46     |

### Cronologia presenze e reti in nazionale
| Cronologia completa delle presenze e delle reti in nazionale ― San Marino | Cronologia completa delle presenze e delle reti in nazionale ― San Marino | Cronologia completa delle presenze e delle reti in nazionale ― San Marino | Cronologia completa delle presenze e delle reti in nazionale ― San Marino | Cronologia completa delle presenze e delle reti in nazionale ― San Marino | Cronologia completa delle presenze e delle reti in nazionale ― San Marino | Cronologia completa delle presenze e delle reti in nazionale ― San Marino | Cronologia completa delle presenze e delle reti in nazionale ― San Marino |
| Data                                                                      | Città                                                                     | In casa                                                                   | Risultato                                                                 | Ospiti                                                                    | Competizione                                                              | Reti                                                                      | Note                                                                      |
| ------------------------------------------------------------------------- | ------------------------------------------------------------------------- | ------------------------------------------------------------------------- | ------------------------------------------------------------------------- | ------------------------------------------------------------------------- | ------------------------------------------------------------------------- | ------------------------------------------------------------------------- | ------------------------------------------------------------------------- |
| 8-10-2005                                                                 | Zenica                                                                    | Bosnia ed Erzegovina                                                      | 3 – 0                                                                     | San Marino                                                                | Qual. Mondiali 2006                                                       | -                                                                         | 71’                                                                       |
| 12-10-2005                                                                | Serravalle                                                                | San Marino                                                                | 0 – 6                                                                     | Spagna                                                                    | Qual. Mondiali 2006                                                       | -                                                                         | 83’                                                                       |
| 18-8-2006                                                                 | Serravalle                                                                | San Marino                                                                | 0 – 3                                                                     | Albania                                                                   | Amichevole                                                                | -                                                                         | 73’                                                                       |
| 6-9-2006                                                                  | Serravalle                                                                | San Marino                                                                | 0 – 13                                                                    | Germania                                                                  | Qual. Euro 2008                                                           | -                                                                         | 79’                                                                       |
| 14-8-2012                                                                 | Serravalle                                                                | San Marino                                                                | 2 – 3                                                                     | Malta                                                                     | Amichevole                                                                | -                                                                         |                                                                           |
| 12-10-2012                                                                | Londra                                                                    | Inghilterra                                                               | 5 – 0                                                                     | San Marino                                                                | Qual. Mondiali 2014                                                       | -                                                                         |                                                                           |
| 16-10-2012                                                                | Serravalle                                                                | San Marino                                                                | 0 – 2                                                                     | Moldavia                                                                  | Qual. Mondiali 2014                                                       | -                                                                         | 46’                                                                       |
| 14-11-2012                                                                | Podgorica                                                                 | Montenegro                                                                | 3 – 0                                                                     | San Marino                                                                | Qual. Mondiali 2014                                                       | -                                                                         |                                                                           |
| 22-3-2013                                                                 | Serravalle                                                                | San Marino                                                                | 0 – 8                                                                     | Inghilterra                                                               | Qual. Mondiali 2014                                                       | -                                                                         |                                                                           |
| 26-3-2013                                                                 | Varsavia                                                                  | Polonia                                                                   | 5 – 0                                                                     | San Marino                                                                | Qual. Mondiali 2014                                                       | -                                                                         |                                                                           |
| 6-9-2013                                                                  | Leopoli                                                                   | Ucraina                                                                   | 9 – 0                                                                     | San Marino                                                                | Qual. Mondiali 2014                                                       | -                                                                         |                                                                           |
| 10-9-2013                                                                 | Serravalle                                                                | San Marino                                                                | 1 – 5                                                                     | Polonia                                                                   | Qual. Mondiali 2014                                                       | -                                                                         |                                                                           |
| 11-10-2013                                                                | Chișinău                                                                  | Moldavia                                                                  | 3 – 0                                                                     | San Marino                                                                | Qual. Mondiali 2014                                                       | -                                                                         | 30’                                                                       |
| 15-10-2013                                                                | Serravalle                                                                | San Marino                                                                | 0 – 8                                                                     | Ucraina                                                                   | Qual. Mondiali 2014                                                       | -                                                                         | 56’                                                                       |
| 8-6-2014                                                                  | Serravalle                                                                | San Marino                                                                | 0 – 3                                                                     | Albania                                                                   | Amichevole                                                                | -                                                                         | 76’                                                                       |
| 9-10-2014                                                                 | Londra                                                                    | Inghilterra                                                               | 5 – 0                                                                     | San Marino                                                                | Qual. Euro 2016                                                           | -                                                                         | 84’                                                                       |
| 14-10-2014                                                                | Serravalle                                                                | San Marino                                                                | 0 – 4                                                                     | Svizzera                                                                  | Qual. Euro 2016                                                           | -                                                                         |                                                                           |
| 15-11-2014                                                                | Serravalle                                                                | San Marino                                                                | 0 – 0                                                                     | Estonia                                                                   | Qual. Euro 2016                                                           | -                                                                         | 57’                                                                       |
| 27-3-2015                                                                 | Lubiana                                                                   | Slovenia                                                                  | 6 – 0                                                                     | San Marino                                                                | Qual. Euro 2016                                                           | -                                                                         | 56’                                                                       |
| 31-3-2015                                                                 | Eschen                                                                    | Liechtenstein                                                             | 1 – 0                                                                     | San Marino                                                                | Amichevole                                                                | -                                                                         | 39’ 70’                                                                   |
| 14-6-2015                                                                 | Tallinn                                                                   | Estonia                                                                   | 2 – 0                                                                     | San Marino                                                                | Qual. Euro 2016                                                           | -                                                                         |                                                                           |
| 5-9-2015                                                                  | Serravalle                                                                | San Marino                                                                | 0 – 6                                                                     | Inghilterra                                                               | Qual. Euro 2016                                                           | -                                                                         |                                                                           |
| 8-9-2015                                                                  | Vilnius                                                                   | Lituania                                                                  | 2 – 1                                                                     | San Marino                                                                | Qual. Euro 2016                                                           | -                                                                         |                                                                           |
| 9-10-2015                                                                 | San Gallo                                                                 | Svizzera                                                                  | 7 – 0                                                                     | San Marino                                                                | Qual. Euro 2016                                                           | -                                                                         |                                                                           |
| 12-10-2015                                                                | Serravalle                                                                | San Marino                                                                | 0 – 2                                                                     | Slovenia                                                                  | Qual. Euro 2016                                                           | -                                                                         |                                                                           |
| 4-6-2016                                                                  | Fiume                                                                     | Croazia                                                                   | 10 – 0                                                                    | San Marino                                                                | Amichevole                                                                | -                                                                         | 85’                                                                       |
| 4-9-2016                                                                  | Serravalle                                                                | San Marino                                                                | 0 – 1                                                                     | Azerbaigian                                                               | Qual. Mondiali 2018                                                       | -                                                                         |                                                                           |
| 8-10-2016                                                                 | Belfast                                                                   | Irlanda del Nord                                                          | 4 – 0                                                                     | San Marino                                                                | Qual. Mondiali 2018                                                       | -                                                                         | 33’, 49’                                                                  |
| 11-11-2016                                                                | Serravalle                                                                | San Marino                                                                | 0 – 8                                                                     | Germania                                                                  | Qual. Mondiali 2018                                                       | -                                                                         |                                                                           |
| 22-2-2017                                                                 | Serravalle                                                                | San Marino                                                                | 0 – 2                                                                     | Andorra                                                                   | Amichevole                                                                | -                                                                         |                                                                           |
| 19-3-2017                                                                 | Serravalle                                                                | San Marino                                                                | 0 – 2                                                                     | Moldavia                                                                  | Amichevole                                                                | -                                                                         |                                                                           |
| 26-3-2017                                                                 | Serravalle                                                                | San Marino                                                                | 0 – 6                                                                     | Rep. Ceca                                                                 | Qual. Mondiali 2018                                                       | -                                                                         | 71’                                                                       |
| 10-6-2017                                                                 | Norimberga                                                                | Germania                                                                  | 7 – 0                                                                     | San Marino                                                                | Qual. Mondiali 2018                                                       | -                                                                         |                                                                           |
| 1-9-2017                                                                  | Serravalle                                                                | San Marino                                                                | 0 – 3                                                                     | Irlanda del Nord                                                          | Qual. Mondiali 2018                                                       | -                                                                         |                                                                           |
| 4-9-2017                                                                  | Baku                                                                      | Azerbaigian                                                               | 5 – 1                                                                     | San Marino                                                                | Qual. Mondiali 2018                                                       | 1                                                                         |                                                                           |
| 5-10-2017                                                                 | Serravalle                                                                | San Marino                                                                | 0 – 8                                                                     | Norvegia                                                                  | Qual. Mondiali 2018                                                       | -                                                                         |                                                                           |
| 8-10-2017                                                                 | Plzeň                                                                     | Rep. Ceca                                                                 | 5 – 0                                                                     | San Marino                                                                | Qual. Mondiali 2018                                                       | -                                                                         |                                                                           |
| 8-9-2018                                                                  | Minsk                                                                     | Bielorussia                                                               | 5 – 0                                                                     | San Marino                                                                | UEFA Nations League 2018-2019 - 1º turno                                  | -                                                                         |                                                                           |
| 11-9-2018                                                                 | Serravalle                                                                | San Marino                                                                | 0 – 3                                                                     | Lussemburgo                                                               | UEFA Nations League 2018-2019 - 1º turno                                  | -                                                                         |                                                                           |
| 12-10-2018                                                                | Chișinău                                                                  | Moldavia                                                                  | 2 – 0                                                                     | San Marino                                                                | UEFA Nations League 2018-2019 - 1º turno                                  | -                                                                         | 46’                                                                       |
| 15-10-2018                                                                | Lussemburgo                                                               | Lussemburgo                                                               | 3 – 0                                                                     | San Marino                                                                | UEFA Nations League 2018-2019 - 1º turno                                  | -                                                                         | 76’                                                                       |
| 15-11-2018                                                                | Serravalle                                                                | San Marino                                                                | 0 – 1                                                                     | Moldavia                                                                  | UEFA Nations League 2018-2019 - 1º turno                                  | -                                                                         |                                                                           |
| 18-11-2018                                                                | Serravalle                                                                | San Marino                                                                | 0 – 2                                                                     | Bielorussia                                                               | UEFA Nations League 2018-2019 - 1º turno                                  | -                                                                         |                                                                           |
| 21-3-2019                                                                 | Nicosia                                                                   | Cipro                                                                     | 5 – 0                                                                     | San Marino                                                                | Qual. Euro 2020                                                           | -                                                                         | 71’                                                                       |
| 24-3-2019                                                                 | Serravalle                                                                | San Marino                                                                | 0 – 2                                                                     | Scozia                                                                    | Qual. Euro 2020                                                           | -                                                                         |                                                                           |
| 8-6-2019                                                                  | Saransk                                                                   | Russia                                                                    | 9 – 0                                                                     | San Marino                                                                | Qual. Euro 2020                                                           | -                                                                         | 50’                                                                       |
| 6-9-2019                                                                  | Serravalle                                                                | San Marino                                                                | 0 – 4                                                                     | Belgio                                                                    | Qual. Euro 2020                                                           | -                                                                         |                                                                           |
| 10-10-2019                                                                | Bruxelles                                                                 | Belgio                                                                    | 9 – 0                                                                     | San Marino                                                                | Qual. Euro 2020                                                           | -                                                                         |                                                                           |
| 16-11-2019                                                                | Serravalle                                                                | San Marino                                                                | 1 – 3                                                                     | Kazakistan                                                                | Qual. Euro 2020                                                           | -                                                                         | 54’                                                                       |
| 19-11-2019                                                                | Serravalle                                                                | San Marino                                                                | 0 – 5                                                                     | Russia                                                                    | Qual. Euro 2020                                                           | -                                                                         | 53’                                                                       |
| 5-9-2020                                                                  | Gibilterra                                                                | Gibilterra                                                                | 1 – 0                                                                     | San Marino                                                                | UEFA Nations League 2020-2021 - 1º turno                                  | -                                                                         |                                                                           |
| 13-10-2020                                                                | Eschen                                                                    | Liechtenstein                                                             | 0 – 0                                                                     | San Marino                                                                | UEFA Nations League 2020-2021 - 1º turno                                  | -                                                                         | Cap.                                                                      |
| 14-11-2020                                                                | Serravalle                                                                | San Marino                                                                | 0 – 0                                                                     | Gibilterra                                                                | UEFA Nations League 2020-2021 - 1º turno                                  | -                                                                         |                                                                           |
| 25-3-2021                                                                 | Londra                                                                    | Inghilterra                                                               | 5 – 0                                                                     | San Marino                                                                | Qual. Mondiali 2022                                                       | -                                                                         | Cap.                                                                      |
| 28-3-2021                                                                 | Serravalle                                                                | San Marino                                                                | 0 – 3                                                                     | Ungheria                                                                  | Qual. Mondiali 2022                                                       | -                                                                         | Cap.                                                                      |
| 31-3-2021                                                                 | Serravalle                                                                | San Marino                                                                | 0 – 2                                                                     | Albania                                                                   | Qual. Mondiali 2022                                                       | -                                                                         | 80’                                                                       |
| 28-5-2021                                                                 | Cagliari                                                                  | Italia                                                                    | 7 – 0                                                                     | San Marino                                                                | Amichevole                                                                | -                                                                         | Cap. 73’                                                                  |
| 1-6-2021                                                                  | Pristina                                                                  | Kosovo                                                                    | 4 – 1                                                                     | San Marino                                                                | Amichevole                                                                | -                                                                         | 15’                                                                       |
| 2-9-2021                                                                  | Andorra la Vella                                                          | Andorra                                                                   | 2 – 0                                                                     | San Marino                                                                | Qual. Mondiali 2022                                                       | -                                                                         | Cap.                                                                      |
| 5-9-2021                                                                  | Serravalle                                                                | San Marino                                                                | 1 – 7                                                                     | Polonia                                                                   | Qual. Mondiali 2022                                                       | -                                                                         | 73’                                                                       |
| 8-9-2021                                                                  | Tirana                                                                    | Albania                                                                   | 5 – 0                                                                     | San Marino                                                                | Qual. Mondiali 2022                                                       | -                                                                         | Cap.                                                                      |
| 9-10-2021                                                                 | Varsavia                                                                  | Polonia                                                                   | 5 – 0                                                                     | San Marino                                                                | Qual. Mondiali 2022                                                       | -                                                                         | 77’                                                                       |
| 25-3-2022                                                                 | Serravalle                                                                | San Marino                                                                | 1 – 2                                                                     | Lituania                                                                  | Amichevole                                                                | -                                                                         | Cap. 84’                                                                  |
| 28-3-2022                                                                 | San Pedro del Pinatar                                                     | Capo Verde                                                                | 2 – 0                                                                     | San Marino                                                                | Amichevole                                                                | -                                                                         | Cap.                                                                      |
| 2-6-2022                                                                  | Tallinn                                                                   | Estonia                                                                   | 2 – 0                                                                     | San Marino                                                                | UEFA Nations League 2022-2023 - 1º turno                                  | -                                                                         |                                                                           |
| 5-6-2022                                                                  | Serravalle                                                                | San Marino                                                                | 0 – 2                                                                     | Malta                                                                     | UEFA Nations League 2022-2023 - 1º turno                                  | -                                                                         |                                                                           |
| 9-6-2022                                                                  | Serravalle                                                                | San Marino                                                                | 0 – 1                                                                     | Islanda                                                                   | Amichevole                                                                | -                                                                         | 6’                                                                        |
| 12-6-2022                                                                 | Ta' Qali                                                                  | Malta                                                                     | 1 – 0                                                                     | San Marino                                                                | UEFA Nations League 2022-2023 - 1º turno                                  | -                                                                         | Cap.                                                                      |
| 21-9-2022                                                                 | Serravalle                                                                | San Marino                                                                | 0 – 0                                                                     | Seychelles                                                                | Amichevole                                                                | -                                                                         |                                                                           |
| 26-9-2022                                                                 | Serravalle                                                                | San Marino                                                                | 0 – 4                                                                     | Estonia                                                                   | UEFA Nations League 2022-2023 - 1º turno                                  | -                                                                         | Cap.                                                                      |
| 17-11-2022                                                                | Gros Islet                                                                | Saint Lucia                                                               | 1 – 1                                                                     | San Marino                                                                | Amichevole                                                                | -                                                                         |                                                                           |
| 20-11-2022                                                                | Gros Islet                                                                | Saint Lucia                                                               | 1 – 0                                                                     | San Marino                                                                | Amichevole                                                                | -                                                                         | Cap. 81’                                                                  |
| 23-3-2023                                                                 | Serravalle                                                                | San Marino                                                                | 0 – 2                                                                     | Irlanda del Nord                                                          | Qual. Euro 2024                                                           | -                                                                         | Cap.                                                                      |
| 20-11-2023                                                                | Serravalle                                                                | San Marino                                                                | 1 – 2                                                                     | Finlandia                                                                 | Qual. Euro 2024                                                           | -                                                                         |                                                                           |
| 5-6-2024                                                                  | Wiener Neustadt                                                           | Slovacchia                                                                | 4 – 0                                                                     | San Marino                                                                | Amichevole                                                                | -                                                                         | 85’ 87’                                                                   |
| Totale                                                                    |                                                                           | Presenze (2º posto)                                                       | 75                                                                        |                                                                           | Reti                                                                      | 1                                                                         |                                                                           |

## Palmarès

### Club

#### Competizioni nazionali
- Campionato sammarinese: 2

Tre Penne: 2015-2016, 2018-2019
- Coppa Titano: 1

Tre Penne: 2016-2017
- Supercoppa di San Marino: 2

Tre Penne: 2016, 2017

### Individuale
- Premio Pallone di Cristallo: 1

2010